# Don Muraco
Don Muraco (* 10. September 1949 in Pūpūkea, Hawaii) ist ein ehemaliger US-amerikanischer Wrestler. Er verkörperte in seiner Ringrolle meist den eingebildeten Bösewicht. Seine größten Erfolge waren der zweifache Erhalt des WWF Intercontinental Champion Titels sowie des originalen NWA Eastern Championship Wrestling Champion Titels. Muraco ist seit 2004 Mitglied der WWE Hall of Fame.

## Karriere
Nach einer Zeit als erfolgreicher Amateurwrestler, begann Muraco seine Karriere 1970. Er war zunächst für die American Wrestling Association, National Wrestling Alliance, NWA All-Star Wrestling, Georgia Championship Wrestling, Jim Crockett Promotionen und Championship Wrestling aus Florida tätig. In Letzterer war Don Muraco vor allem für seine Fehde mit Barry Windham bekannt.
1980 begann Muraco in der World Wrestling Federation (kurz WWF, heute WWE), wo er die größten Erfolge seiner Karriere feiern durfte. Zwischen dem 20. Juni 1981 und 11. Februar 1984 hielt er zwei Mal den WWE Intercontinental Championship, insgesamt über eine Dauer von fast 18 Monaten. Am 17. Oktober 1983 musste Muraco seinen Titel gegen Jimmy Snuka in einem Stahlkäfig-Match verteidigen. Er gewann das Match zwar, musste jedoch einen von Snuka ausgeführten „Superfly Splash“ vom Käfigdach einstecken. Die damaligen Wrestlingfans und heutigen Superstars Mick Foley und Thomas Laughlin nahmen dieses Match als Inspirationen für ihre spätere Wrestlingkarriere.
Danach hatte Muraco laut Storyline Fehden gegen Pedro Morales, Bob Backlund und Rocky Johnson. Er verkörperte nun einen arroganten Heel, der den Piledriver als Finisher ausführte. Während seiner Karriere hatte Muraco mehrere Manager, die an seiner Seite auftraten, darunter waren u. a. The Grand Wizard, Captain Lou Albano, Mr. Fuji und Billy Graham. Zusammen mit Fuji formte er zwei Seifenopern, die Fuji Vice (Parodie auf Miami Vice) und Fuji General Hospital (Parodie auf General Hospital). 1987 machte man Muraco zu einem Face, nachdem er sich mit seinem Tag-Team-Partner Cowboy Bob Orton zerstritten hatte.
1988 wurde Muraco von der WWF entlassen. In der Folge machte er Auftritte in den Ligen Stampede Wrestling (hier gewann er den North American Heavyweight Titel), AWA und UWF, wo er den jungen Mick Foley befehdete.
In den frühen 1990er Jahren trat Muraco für die Promotion NWA Tri-State-Wrestling auf und war einer der ersten Wrestler, die in der daraus entstandenen Liga NWA Eastern Championship Wrestling den ECW Heavyweight Title halten durften. Damit war er auch der erste Athlet, der sowohl in der WWE wie auch in der ECW einen Titelgürtel errang. Muraco kämpfte nun oft als Heel und führte Fehden gegen Ric Flair, Jake Roberts, Roddy Piper und Randy Savage. Er war der erste Wrestler, welcher als „The Rock“ bekannt wurde, was ursprünglich nur als sein Spitzname und Bezeichnung seines neuen Finishing-Manövers, dem Reverse Piledriver (später Tombstone Piledriver) diente.
Nach einem vorläufigen Rücktritt von seiner Wrestlingkarriere gab Don Muraco sein Comeback auf Hawaii. 2003 gründete er zusammen mit der lokalen TV-Produzentin Linda Bade den Wrestlingverband Hawai’i Championship Wrestling. 2004 wurde er von Mick Foley in die WWE Hall of Fame eingeführt.

## Titel und Auszeichnungen
- Championship Wrestling aus Florida
  - 1× NWA Florida Heavyweight Championship
  - 1× NWA Florida Television Championship
  - 1× NWA Florida United States Tag Team Championship – mit Jos LeDuc

- Eastern Championship Wrestling
  - 2× ECW Heavyweight Championship

- NWA Regionen
  - 1× NWA Americas Heavyweight Championship
  - 1× NWA Pacific International Championship
  - 1× NWA British Empire/Commonwealth Heavyweight Championship
  - 1× NWA United States Heavyweight Championship
  - 1× NWA World Tag Team Championship – mit Invader #1

- Stampede Wrestling
  - 1× Stampede North American Heavyweight Championship

- World Wrestling Federation/World Wrestling Entertainment
  - WWE Hall of Fame (Class of 2004)
  - 2× WWF Intercontinental Championship
  - 1× WWF King of the Ring (1985)